# الیکایی آپولینار
الیکایی آپولینار (نام علمی: Cistothorus apolinari) نام یک گونه از سرده سینه‌چنبری‌ها است.